# Hoplia auriventris
Hoplia auriventris är en skalbaggsart som beskrevs av Viktor Apfelbeck 1912. Hoplia auriventris ingår i släktet Hoplia och familjen Melolonthidae. Inga underarter finns listade i Catalogue of Life.